# اوکتیابرسکیی، باشقیرستان
شهر اوکتیابرسکی، باشقیرستان (به روسی: Октябрьский) در کشور روسیه و در جمهوری باشقیرستان واقع شده‌است.